# 下山保男
下山 保男（しもやま やすお、1947年〈昭和22年〉6月5日 - ）は、日本の元裁判官。

## 異動履歴
- 1974年（昭和49年）4月12日 - 1977年（昭和52年）3月31日：浦和地方裁判所判事補[1]
- 1977年4月1日 - 1977年4月11日：大阪地方裁判所判事補[1]
- 1977年4月12日 - 1980年（昭和55年）3月31日：大阪地裁判事補、大阪簡易裁判所判事[1]
- 1980年4月1日 - 1983年（昭和58年）3月31日：千葉地方裁判所・千葉簡易裁判所佐倉支部判事補、佐倉簡易裁判所判事[1]
- 1983年4月1日 - 1984年（昭和59年）4月11日：京都地方裁判所判事補、京都簡易裁判所判事[1]
- 1984年4月12日 - 1986年（昭和61年）3月31日：京都地裁判事、京都簡裁判事[1]
- 1986年4月1日 - 1989年（平成元年）3月31日：秋田地方裁判所・秋田簡易裁判所大館支部長、同能代支部判事、大館簡易裁判所判事[1]
- 1989年4月1日 - 1992年（平成4年）3月31日：東京家庭裁判所判事、東京簡易裁判所判事[1]
- 1992年4月1日 - 1992年4月10日：富山地方裁判所・富山家庭裁判所判事、富山簡易裁判所判事[1]
- 1992年4月11日 - 1996年（平成8年）3月31日：富山地裁・家裁部総括判事、富山簡裁判事[1]
- 1996年4月1日 - 2000年（平成12年）3月31日：東京高等裁判所判事[1]
- 2000年4月1日 - 2004年（平成16年）3月31日：千葉地裁部総括判事[1]
- 2004年4月1日 - 2006年（平成18年）10月15日：さいたま地方裁判所・さいたま家庭裁判所部総括判事[1]
- 2006年10月16日 - 2007年（平成19年）2月6日：さいたま地・家裁部総括判事、さいたま簡易裁判所判事[1]
- 2007年2月7日 - 2008年（平成29年）3月30日：高松家庭裁判所所長[1]
- 2008年3月31日 - 2009年（平成21年）5月21日：津地方裁判所・津家庭裁判所所長、津簡易裁判所[1]
- 2009年5月22日 - 2012年（平成24年）6月4日：名古屋高等裁判所部総括判事[1]
- 2012年6月5日：定年退官[1]

## 主な担当審理
- 1992年11月：富山地裁の裁判長として、富山・長野連続女性誘拐殺人事件で無罪判決を受けた元被告人の男性に対し、刑事補償として請求全額（27,006,200円）を支払うよう国に命じる決定を出した[2]。
- 1993年7月15日：富山地裁の裁判長として、1991年5月7日に富山県富山市で発生した社長夫婦射殺事件の第一審判決公判を担当。主犯格とされた被告人の男に死刑、従犯とされた被告人の男に無期懲役（いずれも求刑通り）の判決を言い渡した[3]。富山地裁における死刑判決は、1988年に富山・長野連続女性誘拐殺人事件の女性死刑囚（1998年に死刑確定）に対し言い渡されて以来で[4]、主犯格は2001年に最高裁で死刑が確定、従犯もそれまでに無期懲役が確定している[5]。
- 2000年2月28日：東京高裁第3刑事部の右陪席裁判官（裁判長は仁田陸郎、左陪席裁判官は角田正紀）として、JT女性社員逆恨み殺人事件の控訴審判決を担当[6]。無期懲役とした原判決（東京地裁：1999年5月27日）を破棄自判し、被告人に検察官の求刑通り死刑を言い渡した[7][8]。その後、同事件は2004年に最高裁で被告人の死刑が確定している[9][10][11]。
- 2011年4月12日：名古屋高裁刑事第2部の裁判長として、闇サイト殺人事件の控訴審判決を担当[12]。第一審（名古屋地裁：2009年3月18日）で求刑通り死刑を言い渡されていた被告人の堀慶末（被告人側のみ控訴）と、無期懲役（求刑：死刑）を言い渡されていた被告人「山下」（検察官・被告人側の双方が控訴）に対する判決を言い渡した[13][14]。
  - 堀については、犯行の計画・実行行為に関して、既に死刑が確定していた共犯者（控訴取り下げ）と役割に差があることや、交通事犯の罰金前科以外に前科がなかったことから「矯正の余地がある」と判断し、「殺害された被害者が1名である本件では、死刑の選択がやむを得ないと言えるほどほかの量刑要素が悪質とは断じ難く、死刑に処すことにはなお躊躇を覚えざるを得ない」として、原判決を破棄自判し、無期懲役を言い渡した[12]。また、「山下」については双方の控訴を棄却した[12]。
  - 検察官は堀について、量刑を不服として最高裁へ上告したが、2012年7月11日に最高裁第二小法廷（千葉勝美裁判長）が上告棄却の決定を出したため、堀は無期懲役が確定した[15][16]。しかし、堀は同年8月以降、碧南市パチンコ店長夫婦殺害事件（1998年発生）などへの関与が判明し、それらの事件の刑事裁判の結果、2019年8月に最高裁で死刑が確定している[17][18][19][20]。
- 2012年5月25日：名古屋高裁の裁判長として、名張毒ぶどう酒事件第7次再審請求差し戻し審決定を担当。
  - 「捜査段階における被告人（→死刑囚・2015年に病死）の自白は信用性が高い」と判断して検察側の異議申立てを認め、本件の再審開始取り消しを決定した。弁護団が提出した新証拠について「毒物がニッカリンTでないと証明するだけの証拠価値はない」と判断した[21]。
  - 日本弁護士連合会（日弁連会長：山岸憲司）は同日付で同決定を「新証拠によって生じた疑問が解消されていないにもかかわらず、検察官も主張しておらず鑑定人さえ言及していない独自の推論をもって新証拠が『犯行に用いられた薬剤がニッカリンTではあり得ないということを意味しないことが明らかである』として再審請求を棄却した」と非難する声明を出した[22]。